# La Croisière tigrée
Pour plus de détails, voir Fiche technique et Distribution.
La Croisière tigrée (Полосатый рейс, Polosatyy reys) est une comédie soviétique réalisée par Vladimir Fetine et sortie en 1961. Elle met en scène la dompteuse de tigres Margarita Nazarova.
Avec 45,8 millions de spectateurs, le film est le plus gros succès de l'année 1961 dans les salles soviétiques  et se place en 73e position du box-office soviétique de tous les temps.

## Fiche technique
Sauf indication contraire, les informations mentionnées dans cette section peuvent être confirmées par la base de données cinématographiques IMDb,  présente dans la section « Liens externes ».
- Titre français : La Croisière tigrée[2]
- Titre original russe : Полосатый рейс, Polosatyy reys
- Réalisateur : Vladimir Fetine
- Scénario : Alexeï Kapler, Viktor Konetski (ru)
- Photographie : Dmitri Meskhiev (ru)
- Décors : Alekseï Roudiakov (ru)
- Musique : Veniamine Basner
- Sociétés de production : Lenfilm
- Pays de production :  Union soviétique
- Langue de tournage : russe
- Format : Couleur - Son mono
- Durée : 83 minutes (1h23)
- Genre : Comédie
- Dates de sortie :
  - URSS : 27 juin 1961
  - Finlande : 8 septembre 1961

## Distribution
- Alekseï Gribov : Le capitaine
- Ivan Dmitriev (ru) : Oleg Petrovitch
- Margarita Nazarova : Marianna
- Evgueni Leonov : Gleb Chouleiski
- Vladimir Belokourov : Alekseï Stepanovitch
- Nikolaï Volkov : Le marchand d'animaux
- Arkadi Troussov (ru) : Le cuisinier